# As-Nas

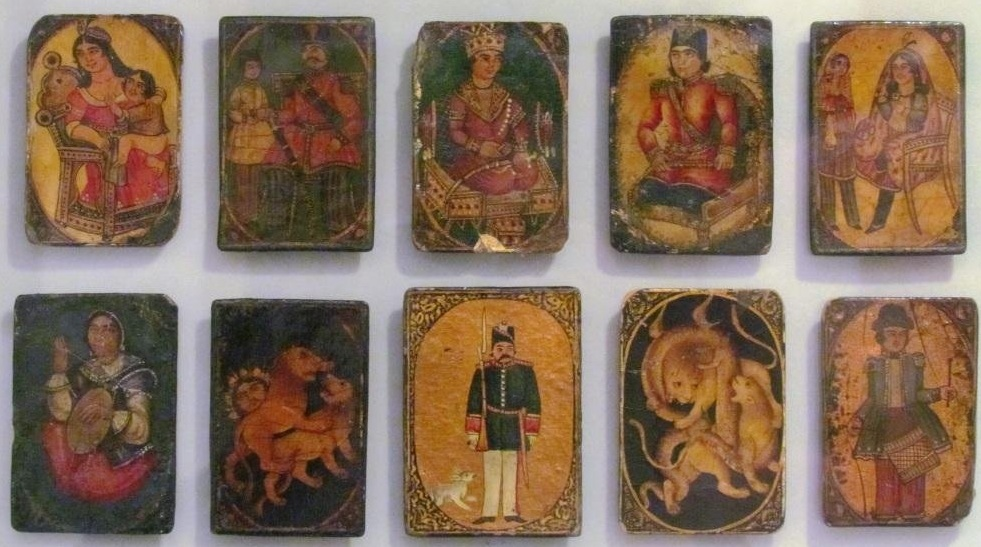
As-Nas-Karten

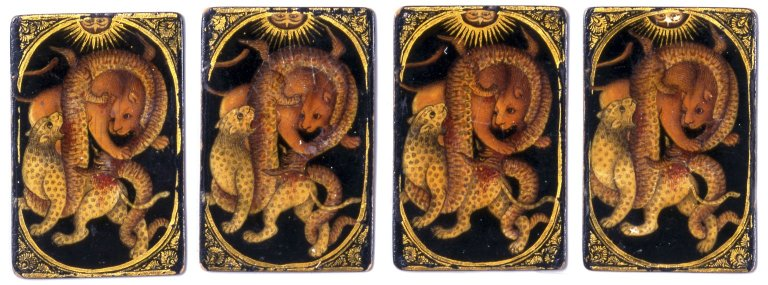
As

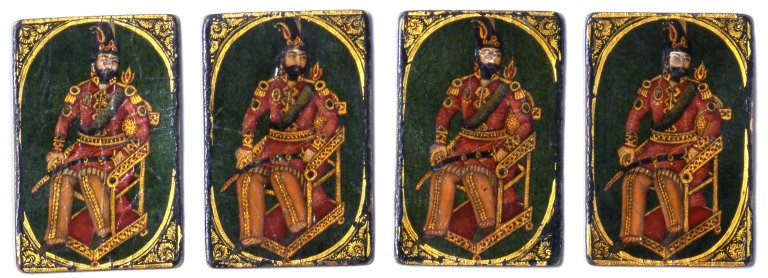
Schah

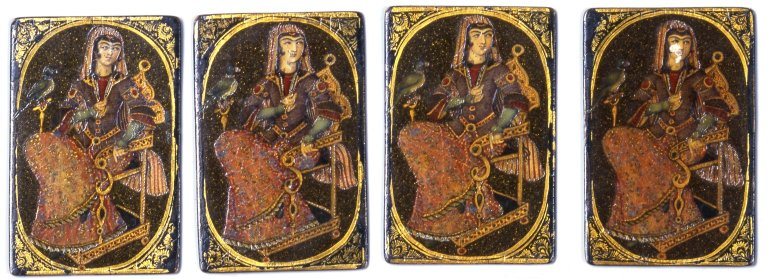
Bibi

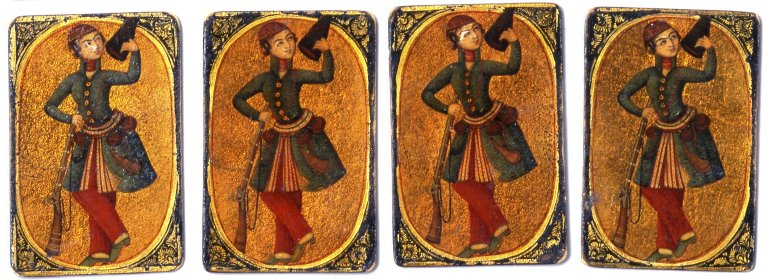
Serbaz

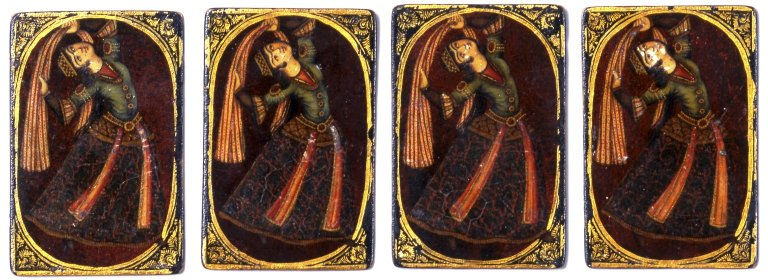
Couli

As-Nas (آس ناس) ist ein Kartenspiel, beziehungsweise eine Art von Spielkarten, die in Persien genutzt wurden.

## Beschreibung
Die Gestaltung der Karten ist einfach; es gibt lediglich fünf unterschiedliche Kartendesigns mit einer charakteristischen Hintergrundfarbe. Diese Karten gibt es jeweils vier oder fünf Mal, sodass das Spiel insgesamt 20 oder 25 Karten umfasst.
Die As-Nas-Karten sind rechteckig und mit einer Größe von etwa 4 × 6 cm relativ klein. As-Nas-Karten werden wie Ganjifah-Karten für Gewöhnlich handbemalt, bei einigen späten Exemplaren wurden jedoch gedruckte Bilder auf einen gemalten Hintergrund aufgebracht.
Die abgebildeten Figuren sind einköpfig (nicht doppelt wie bei heutigen Standardkarten) und haben keine Indexe oder Titel. Trotzdem kann der Spieler die Karten anhand der Hintergrundfarbe erkennen. Meist haben die Karten eine dekorative Umrandung, oft oval in einem Rechteck.
Die Bilder sind sehr unterschiedlich gestaltet. Meist gibt es unter den fünf Kartendesigns ein Ass mit Tiermotiv und vier Hofkarten. Diese Zusammenstellung könnte auch den Namen As-Nas erklären. As ist die Bezeichnung für die Ass-Karte. Nas bedeutet im Arabischen und im Persischen Menschen oder Personen. Daher würde sich der Name As-Nas auf Asse und eine Gruppe von Personen beziehen. Die abgebildeten Figuren verkörpern Personen aus unterschiedlichen sozialen Schichten. Typisch sind die folgenden Darstellungen in absteigender Reihenfolge:
- As (آس): Ass. Häufige Darstellungen sind ein Löwe mit Sonne oder Mond im Hintergrund, Löwe/Drache im Kampf (teilweise mit Leoparden oder anderen Tieren) oder ein Jäger auf einem Pferd, der angegriffen wird.
- Schah (شاه): König. Oft auf einem Thron, manchmal auch auf einem Pferd.
- Bibi (بی‌بی): Dame. Oft sitzend und ein Kind haltend.
- Serbaz (سرباز): Soldat.
- Couli oder Lakat (لکات): Niedrigste Karte, meist eine Tänzerin, ein Tänzerpaar oder Musiker.

Es gibt jedoch auch andere Darstellungen als die oben genannten, beispielsweise ein Spielkartenpack, bei dem lediglich Blumen abgebildet sind sowie erotische Versionen.

## Geschichte
As-Nas wurde längere Zeit parallel zum älteren Ganjifah gespielt. Sally Wilkins behauptete, dass es As-Nas seit dem 17. Jahrhundert gäbe und dass damals ein Paket aus 25 Karten in fünf Farben genutzt worden sei. Dabei habe es von jeder Farbe eine Bildkarte und vier Zahlkarten gegeben. Karten aus dem 19. Jahrhundert werden in Museen ausgestellt, wenige erhaltene Exemplare werden in das späte 18. Jahrhundert datiert.
Robert Murdoch Smith zufolge gerieten As-Nas-Karten 1877 „in Vergessenheit und wurden von europäischen Karten verdrängt.“ In Folge des Außenhandelsmonopolgesetzes von 1931 wurde im Iran ein Kartenmonopol eingerichtet, um den Import und die Produktion von Karten zu kontrollieren. Der britische Spielkartenhersteller De La Rue erhielt in den 1930ern das Monopol. Die Spielkarten des Unternehmens zeigten persische Zeichen und stellten auf Bildern die persische Geschichte dar. Trotzdem wurden auf den Karten die westlichen Spielkartenfarben (Herz, Kreuz, Pik, Karo) verwendet. Um 1945 geriet As-Nas weitgehend außer Mode, wurde in ländlichen Gebieten jedoch weiterhin gespielt. In seinem in den 1960ern veröffentlichten Werk schrieb Reza Arasteh, dass „das ländliche Leben im Iran sich um traditionelle Praktiken dreht, die seit Jahrhunderten unverändert bestehen.“ In einem Abschnitt über muslimische Werte schreibt er, dass „die Qaschqai und wahrscheinlich auch andere Stämme den Männern erlauben, Alkohol zu trinken. In ihrer Freizeit rauchen einige Khans auch gerne Opium. Das dem Poker ähnliche As ist ein beliebtes Kartenspiel unter den Stammesangehörigen.“

## Spielregeln
1895 beschrieb General Albert Houtum-Schindler die Regeln wie folgt:
Das Spiel As ist wie Poker, jedoch ohne Flushes. Es gibt vier Spieler, wobei jeder Spieler fünf Karten erhält, die rechtsherum ausgegeben werden. Der Geber setzt einen Einsatz. Der erste Spieler sieht sich dann seine Karten an. Wenn er „mitgeht,“ sagt er dîdam (Ich habe gesehen) und setzt entweder den gleichen Einsatz oder erhöht ihn. Wenn er nicht spielen möchte, sagt er nadîdam, (Ich habe nicht gesehen) und legt seine Karten ab. Er kann jedoch auch „mitgehen,“ ohne sich seine Karten anzuschauen und nadîd dîdam (Nicht sehen, ich habe gesehen) sagen. Der zweite Spieler muss, wenn er mitspielen möchte ebenfalls den Einsatz setzen oder erhöhen. Der dritte Spieler und der Geber agieren wie beim Poker. Wenn alle Einsätze gleich hoch sind und kein Spieler mehr erhöhen möchte, werden die Karten aufgedeckt und der Spieler mit dem besten Blatt gewinnt die Einsätze.
Es gibt folgende Blätter mit absteigendem Wert:
She va just: Dreier und ein Paar, „voll.“
Sehta: Dreier
Do just: Zwei Paare
Just: Ein Paar
Wenn zwei Spieler das gleiche Paar, bzw. die gleichen Paare haben, sind die weiteren Karten entscheidend.
Bluffen ist ebenfalls Teil des Spiels und wird tûp zadan genannt (wortwörtlich „eine Pistole abfeuern“). Ein Bluff heißt tûp.
As-Nas-Karten können auch für andere Spiele genutzt werden. Murdoch Smith schreibt, dass das Spiel „etwas dem Landsknecht ähnelt,“ welches ein einfacheres Glücksspiel ist.

## As-Nas mit normalen Spielkarten
Ein As-Nas mit 20 Karten kann aus einem gewöhnlichen Spielkartenpack hergestellt werden, indem man lediglich die Karten Ass, König, Dame, Bube und Zehn verwendet. Die bessere Lösung ist jedoch, vier identische Spielkartenpacks zu nutzen und von diesen je fünf gleiche Karten zu verwenden. Somit müssen bei unterschiedlichen Kartenwerten nicht die gleichen Farben verwendet werden (Beispiel: 4 × Pik-Ass, 4 × Kreuz-König, 4 × Herz-Dame, 4 × Karo-Bube, 4 × Joker (oder Zahlenspielkarte)). Mit vier Paketen können somit mehrere As-Nas-Spiele zusammengestellt werden.

## Museen und Sammlungen von As-Nas-Karten
- Brooklyn Museum, New York, Vereinigte Staaten[13]
- Metropolitan Museum of Art, New York, Vereinigte Staaten[14]
- Museum of Fine Arts, Houston, Vereinigte Staaten
- Deutsches Spielkartenmuseum, Leinfelden-Echterdingen, Deutschland
- Cary Collection in der Beinecke Rare Book and Manuscript Library, Yale University (Vereinigte Staaten).
- Museum of Fournier de Naipes (Spielkartenmuseum), Vittoria, Spanien[15]
- British Museum[16]
- Bibliothèque nationale de France[17]
- Musée Français de la Carte à Jouer (Französisches Spielkartenmuseum), Issy-les-Moulineaux, Frankreich[18]
- Moghadam Museum, Teheran, Iran[19]
- Nationaal Museum van Wereldculturen, Leiden, Niederlande[20]
- Museum Fünf Kontinente, München, Deutschland